# Frances Hamilton Arnold
Frances Hamilton Arnold (Pittsburgh, 25 luglio 1956) è una chimica e ingegnere statunitense, vincitrice del Premio Nobel per la chimica del 2018 "per i suoi lavori su enzimi, peptidi e anticorpi".

## Biografia
Frances Arnold è la figlia di Josephine Inman (nata Routheau) e del fisico nucleare William Howard Arnold, e la nipote del tenente generale William Howard Arnold. È cresciuta a Edgewood, sobborgo di Pittsburgh, e nei quartieri di Shadyside e Squirrel Hill a Pittsburgh, diplomandosi all'Allderdice High School nel 1974. Da liceale ha viaggiato con l'autostop fino a Washington per protestare contro la guerra del Vietnam e si è mantenuta da sola lavorando come tassista e cameriera in un jazz club.
Si è laureata nel 1979 con una laurea in ingegneria meccanica e aerospaziale presso la Princeton University, dove ha concentrato la sua ricerca sull'energia solare. Ha conseguito un dottorato di ricerca in ingegneria chimica presso l'Università della California, Berkeley nel 1985. Il suo lavoro di redazione della tesi, svolto nel laboratorio di Harvey Warren Blanch, riguardava le tecniche di cromatografia di affinità.
Dopo aver conseguito il dottorato di ricerca, Frances Arnold ha svolto una ricerca post-dottorato in chimica biofisica a Berkeley. Nel 1986, si è unita al California Institute of Technology come ricercatore. È stata promossa assistente alla cattedra nel 1986, professore associato nel 1992 e professore ordinario nel 1996. Nel 2000 è stata nominata Dick and Barbara Dickinson Professor di ingegneria chimica, bioingegneria e biochimica e, nel suo attuale incarico, Linus Pauling Professor di ingegneria chimica, bioingegneria e biochimica nel 2017. Nel 2013 è stata nominata direttore del Centro di Bioingegneria Donna e Benjamin M. Rosen di Caltech.
Frances Arnold è membro dell'Advisory Board del Joint BioEnergy Institute e del Packard Fellowships in Science and Engineering, e fa parte del President's Advisory Council della King Abdullah University of Science and Technology (KAUST). Attualmente è nella giuria del Queen Elizabeth Prize for Engineering. Ha lavorato con la National Academy of Science's Science & Entertainment Exchange aiutando gli sceneggiatori di Hollywood a ritrarre accuratamente gli argomenti scientifici.
È co-inventrice di oltre 40 brevetti negli Stati Uniti. Ha co-fondato Gevo Inc., una società per la produzione di carburanti e prodotti chimici da fonti rinnovabili nel 2005. Nel 2013, lei e due dei suoi ex studenti, Peter Meinhold e Pedro Coelho, hanno co-fondato una società chiamata Provivi che si occupa della ricerca alternative ai pesticidi per la protezione delle colture. Il 24 ottobre 2019, Papa Francesco l'ha nominata Membro Ordinario della Pontificia accademia delle scienze. Il 13 dicembre 2019 riceve dall'Università degli Studi di Padova il dottorato ad honorem in scienze molecolari, su proposta del Dipartimento di Scienze chimiche e sulla base dei suoi meriti scientifici, "per il metodo rivoluzionario dell’evoluzione guidata di proteine che si ispira alla selezione naturale per accelerare in laboratorio lo sviluppo di nuovi biocatalizzatori rivolti all’industria chimica e farmaceutica e alla produzione di biocarburanti in processi ecosostenibili".

## Riconoscimenti
- Charles Stark Draper Prize, 2011
- Enzyme Engineering Award, 2007
- FASEB Excellence in Science Award, 2007
- Food, Pharmaceuticals, and Bioengineering Division Award, AIChE, 2005
- Francis P. Garvan-John M. Olin Medal, ACS, 2005

## Curiosità
- Ha interpretato se stessa nell'episodio 12x18 della serie tv The Big Bang Theory[14].